# Székely Dezső (építész)
Székely Dezső, születési és 1905-ig használt nevén Schwartz Mór Dezső (Kisvárda, 1883. május 28. – Budapest, 1953. november 2.) magyar építész.

## Élete
Schwartz Márton és Schwartz Fanni fiaként született zsidó családban. A 20. század elején működött bérházak tervezőjeként. Érdekesség, hogy anyagi támogatásával tudta Málnai Béla elindítani A Ház című építészeti folyóiratot, és ő maga lett a felelős szerkesztő is.
A Kozma utcai izraelita temetőben nyugszik.

### Magánélete
1923. december 10-én házasságot kötött Schwarcz Eszterrel (1884–1965), Schwarcz Lipót és Raab Regina lányával.
A budai izraelita hitközség tagja volt.

## Ismert épületei
- 1910: lakóház, Budapest, Október 6. utca 16-18.[7][12][13]
- 1910–1911: lakóház, Budapest, Keleti Károly utca 23.[14]
- 1911: lakóház, Budapest, Budapest, Zsolt utca 11.[15]
- 1926–1927: lakóház, Budapest, Balassi Bálint utca 9-11. (Katona Jánossal és Molnár Sándorral közösen)[16]

### Csak kivitelező
- 1923: Terézkörúti Színpad, Budapest, Jókai utca 21. (a terem tervezője: Dévényi Frigyes)[17]
- 1938–1939: az Országos Református Lelkészi Nyugdíjintézet Bérháza (tervezte: Falus Lajos, társkivitelezők: Katona János és Molnár Sándor), Budapest, Szalay utca 5/b-7.